# فیلیپ اسنیمن
فیلیپ اسنیمن (انگلیسی: Philip Snyman؛ زادهٔ ۲۶ مارس ۱۹۸۷) ورزشکار راگبی ۷ نفره اهل آفریقای جنوبی است.
وی در مسابقات کشوری و بین‌المللی در مجموع برندهٔ ۲ مدال برنز شده‌است.